# Weltraumforschungsfunkdienst

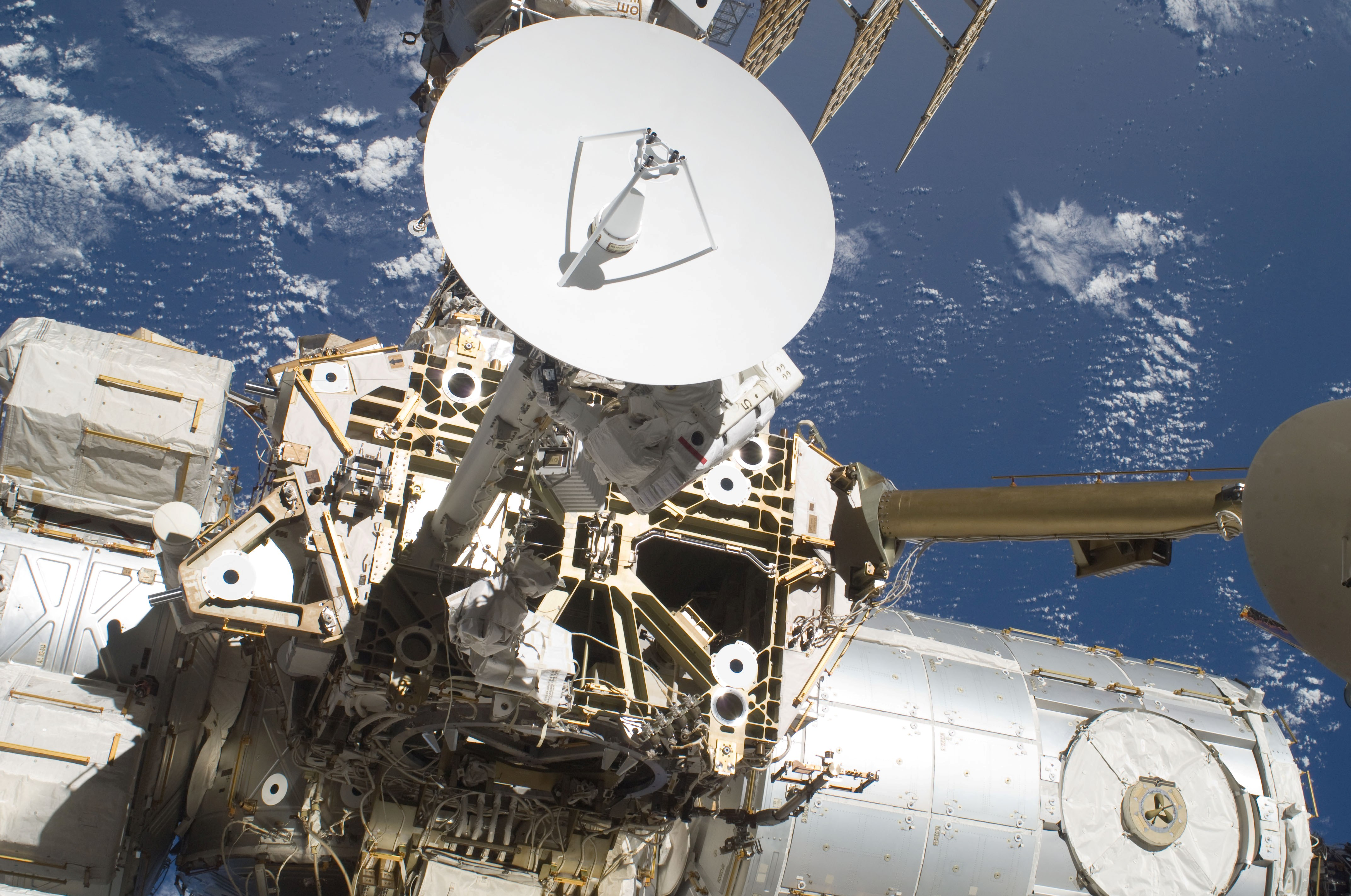
Ku-Band-Antenne an der ISS

Der Weltraumforschungsfunkdienst (englisch space research service) ist gemäß Definition der Internationalen Fernmeldeunion (ITU) in der VO Funk ein Funkdienst, bei dem Weltraumfahrzeuge oder andere Weltraumkörper für wissenschaftliche oder technische Forschung verwendet werden.
Ein Beispiel dafür sind die entsprechenden Funkausstrahlungen der ISS.

## Frequenzzuweisung

ITU-Regionen
Region 1
Region 2
Region 3

### Frequenzbereiche (KW)
| Zuweisung an Funkdienste gemäß VO Funk | Zuweisung an Funkdienste gemäß VO Funk | Zuweisung an Funkdienste gemäß VO Funk                                 | Zuweisung an Funkdienste gemäß VO Funk | Zuweisung an Funkdienste gemäß VO Funk |
| Deutschland                            | Deutschland                            | Deutschland                                                            | Nutzer                                 | Bemerkung                              |
| -------------------------------------- | -------------------------------------- | ---------------------------------------------------------------------- | -------------------------------------- | -------------------------------------- |
| 72                                     | 5 003-5 005 kHz                        | NORMALFREQUENZ- UND ZEITZEICHENFUNKDIENST Weltraumforschungsfunkdienst | ziv                                    |                                        |
| 102                                    | 10 003-10 005 kHz                      | NORMALFREQUENZ- UND ZEITZEICHENFUNKDIENST Weltraumforschungsfunkdienst | ziv                                    | D111                                   |
| 129                                    | 15 005-15 010 kHz                      | NORMALFREQUENZ- UND ZEITZEICHENFUNKDIENST Weltraumforschungsfunkdienst | ziv                                    |                                        |
| 152                                    | 19 990-19 995 kHz                      | NORMALFREQUENZ- UND ZEITZEICHENFUNKDIENST Weltraumforschungsfunkdienst | ziv                                    | D111                                   |
| 170                                    | 25 005-25 010 kHz                      | NORMALFREQUENZ- UND ZEITZEICHENFUNKDIENST Weltraumforschungsfunkdienst | ziv                                    |                                        |

### Frequenzbereiche (UKW)
| Zuweisung an Funkdienste gemäß VO Funk | Zuweisung an Funkdienste gemäß VO Funk | Zuweisung an Funkdienste gemäß VO Funk                  | Zuweisung an Funkdienste gemäß VO Funk | Zuweisung an Funkdienste gemäß VO Funk |
| Deutschland                            | Deutschland                            | Deutschland                                             | Nutzer                                 | Bemerkung                              |
| -------------------------------------- | -------------------------------------- | ------------------------------------------------------- | -------------------------------------- | -------------------------------------- |
| 206                                    | 137–137,025 MHz                        | WELTRAUMFORSCHUNGSFUNKDIENST (Richtung Weltraum – Erde) | ziv                                    |                                        |
| 207                                    | 137,025–137,175 MHz                    | WELTRAUMFORSCHUNGSFUNKDIENST (Richtung Weltraum – Erde) | ziv                                    |                                        |
| 208                                    | 137,175–137,825 MHz                    | WELTRAUMFORSCHUNGSFUNKDIENST (Richtung Weltraum – Erde) | ziv                                    |                                        |
| 209                                    | 137,825–138 MHz                        | WELTRAUMFORSCHUNGSFUNKDIENST (Richtung Weltraum – Erde) | ziv                                    |                                        |

### Frequenzbereiche (UHF)
| Zuweisung an Funkdienste gemäß VO Funk | Zuweisung an Funkdienste gemäß VO Funk | Zuweisung an Funkdienste gemäß VO Funk                                                                           | Zuweisung an Funkdienste gemäß VO Funk | Zuweisung an Funkdienste gemäß VO Funk |
| Deutschland                            | Deutschland                            | Deutschland | Nutzer                                 | Bemerkung                              |
| -------------------------------------- | -------------------------------------- | --- | -------------------------------------- | -------------------------------------- |
| 239                                    | 400,15–401                             | ERDERKUNDUNGSFUNKDIENST ÜBER SATELLITEN (Richtung Weltraum – Erde)                                               | ziv                                    | D263                                   |
| 261                                    | 1400–1427                              | ERDERKUNDUNGSFUNKDIENST ÜBER SATELLITEN RADIOASTRONOMIEFUNKDIENST WELTRAUMFORSCHUNGSFUNKDIENST (passiv)          | ziv                                    | Aussendungen sind nicht zugelassen     |
| 284                                    | 1 660,5–1 668,4                        | RADIOASTRONOMIEFUNKDIENST WELTRAUMFORSCHUNGSFUNKDIENST (passiv) Fester Funkdienst 3                              | ziv                                    |                                        |
| 294                                    | 2 025–2 110                            | ERDERKUNDUNGSFUNKDIENST ÜBER SATELLITEN (Richtung Weltraum – Erde)                                               | ziv                                    |                                        |
| 295                                    | 2 110–2 120                            | ERDERKUNDUNGSFUNKDIENST ÜBER SATELLITEN (ferner Weltraum) (Richtung Weltraum – Erde)                             | ziv                                    | D263                                   |
| 298                                    | 2 200–2 290                            | ERDERKUNDUNGSFUNKDIENST ÜBER SATELLITEN (Richtung Weltraum – Erde) (Richtung Weltraum – Weltraum)                | ziv                                    | D263                                   |
| 309                                    | 2 690–2 695                            | ERDERKUNDUNGSFUNKDIENST ÜBER SATELLITEN (passiv) RADIOASTRONOMIEFUNKDIENST WELTRAUMFORSCHUNGSFUNKDIENST (passiv) | ziv                                    |                                        |
| 310                                    | 2 695–2 7005                           | ERDERKUNDUNGSFUNKDIENST ÜBER SATELLITEN (passiv) RADIOASTRONOMIEFUNKDIENST WELTRAUMFORSCHUNGSFUNKDIENST (passiv) | ziv                                    |                                        |
| 351                                    | 8 400–8 500                            | FESTER FUNKDIENST WELTRAUMFORSCHUNGSFUNKDIENST (Richtung Weltraum – Erde)                                        | ziv                                    |                                        |

### Frequenzbereiche (SHF/EHF)
| Zuweisung an Funkdienste gemäß VO Funk | Zuweisung an Funkdienste gemäß VO Funk | Zuweisung an Funkdienste gemäß VO Funk | Zuweisung an Funkdienste gemäß VO Funk | Zuweisung an Funkdienste gemäß VO Funk |
| Deutschland                            | Deutschland                            | Deutschland | Nutzer                                 | Bemerkung                              |
| -------------------------------------- | -------------------------------------- | --- | -------------------------------------- | -------------------------------------- |
| 434                                    | 78–79                                  | NICHTNAVIGATORISCHER ORTUNGSFUNKDIENST Amateurfunkdienst Amateurfunkdienst über Satelliten Weltraumforschungsfunkdienst (Richtung Weltraum–Erde) Radioastronomiefunkdienst                                                            | ziv, mil                               |                                        |
| 435                                    | 79–81                                  | NICHTNAVIGATORISCHER ORTUNGSFUNKDIENST RADIOASTRONOMIEFUNKDIENST Amateurfunkdienst Amateurfunkdienst über Satelliten Weltraumforschungsfunkdienst (Richtung Weltraum–Erde)                                                            | ziv, mil                               |                                        |
| 436                                    | 81–84                                  | FESTER FUNKDIENST FESTER FUNKDIENST ÜBER SATELLITEN (Richtung Erde–Weltraum) MOBILFUNKDIENST MOBILFUNKDIENST ÜBER SATELLITEN (Richtung Erde–Weltraum) RADIOASTRONOMIEFUNKDIENST Weltraumforschungsfunkdienst (Richtung Weltraum–Erde) | mil                                    |                                        |
| 440                                    | 94–94,1                                | ERDERKUNDUNGSFUNKDIENST ÜBER SATELLITEN (aktiv) NICHTNAVIGATORISCHER ORTUNGSFUNKDIENST RADIOASTRONOMIEFUNKDIENST WELTRAUMFORSCHUNGSFUNKDIENST (aktiv)                                                                                 | ziv, mil                               |                                        |
| 441                                    | 94,1–95                                | ERDERKUNDUNGSFUNKDIENST ÜBER SATELLITEN (aktiv) NICHTNAVIGATORISCHER ORTUNGSFUNKDIENST RADIOASTRONOMIEFUNKDIENST WELTRAUMFORSCHUNGSFUNKDIENST (aktiv)                                                                                 | ziv, mil                               |                                        |
| 482                                    | 248–250                                | ERDERKUNDUNGSFUNKDIENST ÜBER SATELLITEN (passiv) RADIOASTRONOMIEFUNKDIENST WELTRAUMFORSCHUNGSFUNKDIENST (passiv) | ziv                                    |                                        |
| 483                                    | 250–252                                | ERDERKUNDUNGSFUNKDIENST ÜBER SATELLITEN (passiv) RADIOASTRONOMIEFUNKDIENST WELTRAUMFORSCHUNGSFUNKDIENST (passiv) | ziv                                    |                                        |